# Bistum Gindarus
Koordinaten: 36° 23′ 10,2″ N, 36° 41′ 20,1″ O
Das Bistum Gindarus war ein frühchristlich-byzantinisches Bistum in der antiken Stadt Gindarus in der römischen Provinz Syria Coele bzw. in der spätrömisch-byzantinischen Provinz Syria Prima, beim heutigen Ort Dschindires (Jindires), Gouvernement Aleppo (Syrien). Der Bischofssitz ging wahrscheinlich schon im 6. Jahrhundert mit dem Niedergang der Stadt Gindarus wieder unter.

## Geschichte
Gindarus lag 47 km ostnordöstlich von Antiochia in der antiken Landschaft Kyrrhestike und ist heute eine Ruinenstadt in der Nähe von Dschindires im Gouvernement Aleppo (Syrien). Kevin Butcher nimmt an, dass der Ort seinen Namen von einem dort ansässigen Stamm erhielt. Andere Autoren denken an einen in hellenistischer Zeit übertragenen Namen, etwa vom makedonischen Genderros, zumal dort die makedonische Stadt Kyrrhos, Namensgeberin für die antike Stadt Cyrrhus in Syrien, nicht weit entfernt lag. Gindarus gehörte in römischer Zeit zur Provinz Syria, die unter Kaiser Septimius Severus 194 n. Chr. in eine nördliche Provinz Syria Coele und eine südliche Provinz Syria Phoenice geteilt wurde. Um 400 wurde die Provinz Syria Coele erneut geteilt, in die Provinzen Syria Prima und Syria Secunda, wobei Gindarus der Provinz Syria Prima zugewiesen wurde. Kirchenrechtlich war das Bistum Gindarus ein Suffraganbistum des Metropolitansitzes Seleucia Pieria.
Der Ort war 38 n. Chr. Schauplatz der Schlacht am Mons Gindarus, in der die Römer den Parthern eine schwere Niederlage beibrachten. 252/253 n. Chr. wurde Gindarus vom Sassanidenherrscher Schapur I. erobert, 257 wieder von den Römern eingenommen. Kaiser Theodosius I. befestigte den Ort (um 380/390). Trotzdem blieb der Ort vergleichsweise unbedeutend. Der Bischof von Cirrhus Theodoret beschrieb Gindarus um 423 als Dorf. Im Verlauf des 6. Jahrhunderts ging die Siedlung unter. Spätestens zu diesem Zeitpunkt erlosch auch der Bischofssitz. Im Gegensatz zu den übrigen Bischofssitzen der Kirchenprovinz Syria Prima wurde er in der Folgezeit auch nicht mehr zu einem autokephalen Metropolitansitz erhoben. Auch ist kein weiterer Bischof bekannt.

## Bischof
- 341 Petrus, er nahm an der Synode in Antiochia teil[4][5][6]

In der Tradition des untergegangenen Bischofssitzes vergibt (bzw. vergab) die römisch-katholische Kirche den Titel eines Bischofs von Gindarus (derzeit vakant).